# Bárszék

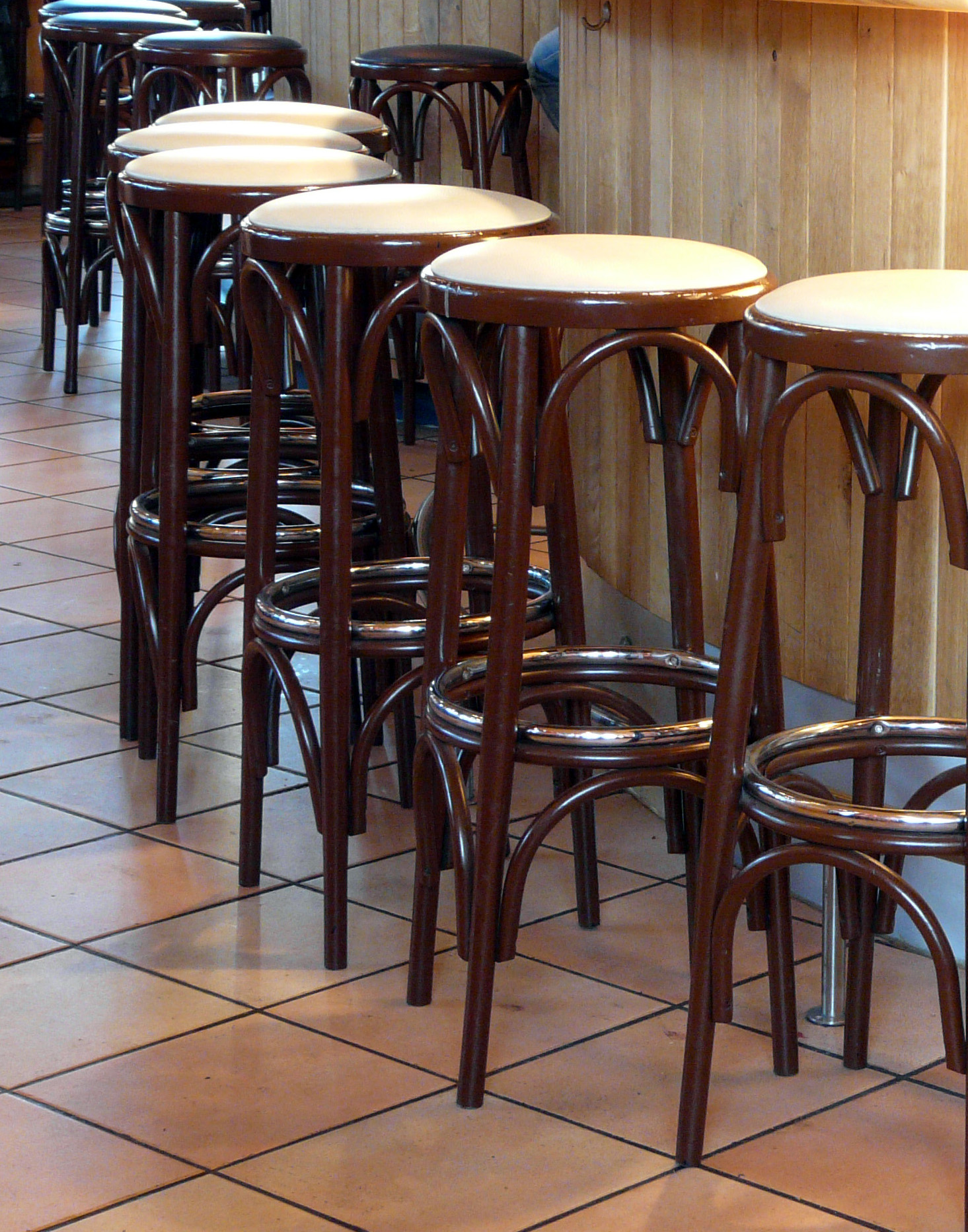

A bárszék  viszonylag magas és vékony székfajta, melynek gyakran lábtartója is van. Eredetileg bárokban alkalmazták, de ma már otthoni bútorként is egyre elterjedtebb. 
A szesztilalom előtt Amerikában a bárszékekeket csak élelmiszer-ipari létesítményekben használták. Bárszék nélküli bárok voltak a szokásban, és ezt amerikai sajátosságnak tekintették.
Léteznek fémből és fából készült bárszékek. Egyes modellek háttámlával és/vagy karfával is rendelkeznek, valamint bizonyos esetekben az ülő rész párnázott. A maximális kényelem érdekében egyes bárszékek állítható magasságúak. Léteznek egyszerű vonalú és nagyon kimunkált bárszékek egyaránt. Néhány bárszéknek támlája is van, de a legtöbbnek nincs. Kereskedelmi környezetben a forgatható és a padlóra rögzített is gyakori.